# Canistropsis
Canistropsis, biljni rod iz porodice tamjanikovki. Pripada mu 11 priznatih vrsta i 5 infraspecifičnih svojti, epifita raširenih po Južnoj Americi (Brazil)
Canistropsis selloana (Baker) Leme, sdinonim je za Eduandrea selloana (Baker) Leme, W.Till, G.K.Brown, J.R.Grant & Govaerts

## Vrste
1. Canistropsis albiflora (L.B.Sm.) H.Luther & Leme
2. Canistropsis billbergioides (Schult. & Schult.f.) Leme
3. Canistropsis burchellii (Baker) Leme
4. Canistropsis correia-araujoi (E.Pereira & Leme) Leme
5. Canistropsis elata (E.Pereira & Leme) Leme
6. Canistropsis exigua (E.Pereira & Leme) Leme
7. Canistropsis marceloi (E.Pereira & Moutinho) Leme
8. Canistropsis microps (É.Morren ex Mez) Leme
9. Canistropsis pulcherrima (E.Pereira & Leme) Leme
10. Canistropsis seidelii (L.B.Sm. & Reitz) Leme
11. Canistropsis simulans (E.Pereira & Leme) Leme